# PacWest Bancorp
PacWest Bancorp — американская банковская холдинговая компания, расположенная в городе Беверли-Хиллс (штат Калифорния) и владеющая дочерним банковским предприятием Pacific Western Bank. Этот банк насчитывает 69 филиалов в Калифорнии, Колорадо (отделение в Денвере), Северной Калифорнии (отделение в Дареме) и несколько офисов в других штатах. Он предоставляет банковские услуги, в том числе услуги кредитов на строительство и покупку жилья сфере недвижимости, кредиты иного характера, управление вкладами и казначейством для малого и среднего бизнеса.
Pacific Western также предлагает различные продукты и услуги под брендами бизнес-групп CapitalSource и Square 1 Bank (группы National Lending Group и Venture Banking Group соответственно): первая группа предоставляет кредиты на недвижимость, на закупку оборудования, на движение денежных средств и под залог активов, а также услуги по управлению казначейством для среднего бизнеса на национальной основе; вторая группа специализируется на крупных предприятиях, венчурном капитале и частных инвесторах.
По состоянию на 2019 год банк Pacific Western обладал активами на сумму 26 млрд долларов США и имел 69 филиалов в стране. Своего текущего статуса банк достиг благодаря приобретению других банков

## История

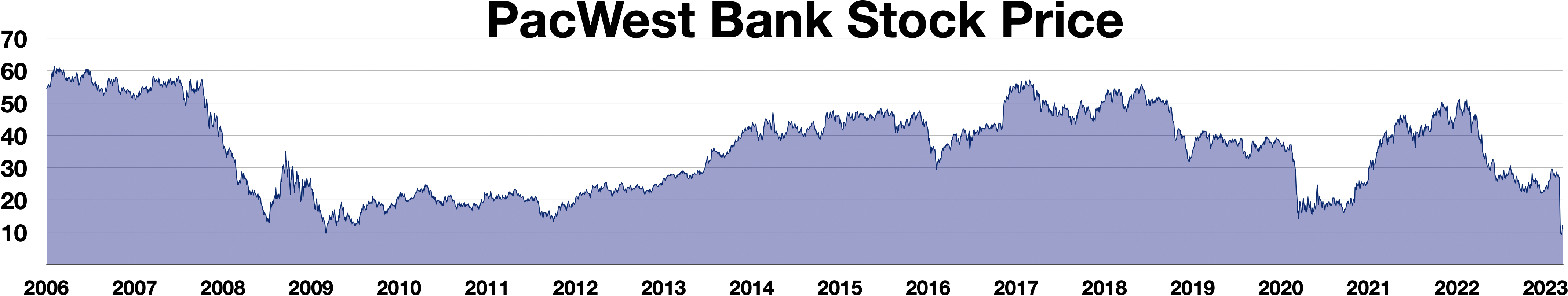
Стоимость акций PacWest Bank

Холдинг PacWest Bancorp был основан в 1999 году под названием First Community Bancorp. В 2005 году он приобрёл холдинг Foothill Independent Bancorp из Глендоры за 238 млн долларов США. В 2006 году произошло слияние входивших в состав холдинга банков Pacific Western National Bank и First National Bank в единый Pacific Western Bank. В 2008 году было объявлено о переезде First Community Bancorp в Делавэр и переименовании в PacWest Bancorp.
Pacific Western Bank сумел приобрести активы и вклады, принадлежавшие некоторым банкам — в том числе разорившимся во время финансового кризиса 2007—2008 годов. Так, в 2008 году он приобрёл активы Security Pacific Bank из Лос-Анджелеса, в 2009 — Affinity Bank из Вентуры, в 2010 — Los Padres Bank из Солванга. В июле 2013 года он объявил о намерении приобрести коммерческий банк CapitalSource за 2,29 млрд долларов.
2 марта 2015 года было объявлено о том, что заключена сделка на сумму 894 млн долларов по слиянию банковской группы PacWest Bancorp с Square 1 Financial Inc. — материнской компанией банка Square 1 Bank из Дарема (Северная Каролина). Этот банк был основан в 2005 году: на момент сделки он имел 13 филиалов, размер активов составлял 3,1 млрд долларов. В результате сделки банк Pacific Western должен был стать 6-м крупнейшим общественным банком в Калифорнии. 17 января 2019 года PacWest Bancorp объявил о переименовании брендов CapitalSource и Square 1 Bank в National Lending Group и Venture Banking Group соответственно: на ребрендинг Square 1 Bank он затратил 2,1 млн долларов США.
17 февраля 2023 года PacWest Bancorp объявил о намерении уволить 200 сотрудников из дочернего предприятия Civic Financial Services. Причиной принятого решения стали очень плохие финансовые показатели IV квартала 2022 года, а именно рост просроченных кредитов на 266 % и убытки от обесценивания в размере 29 млн долларов, связанные с деятельностью Civic. По состоянию на 31 декабря 2022 года объём субстандартных кредитов Civic, взятых в банке, составлял 3 млрд долларов США.

### Банковский кризис

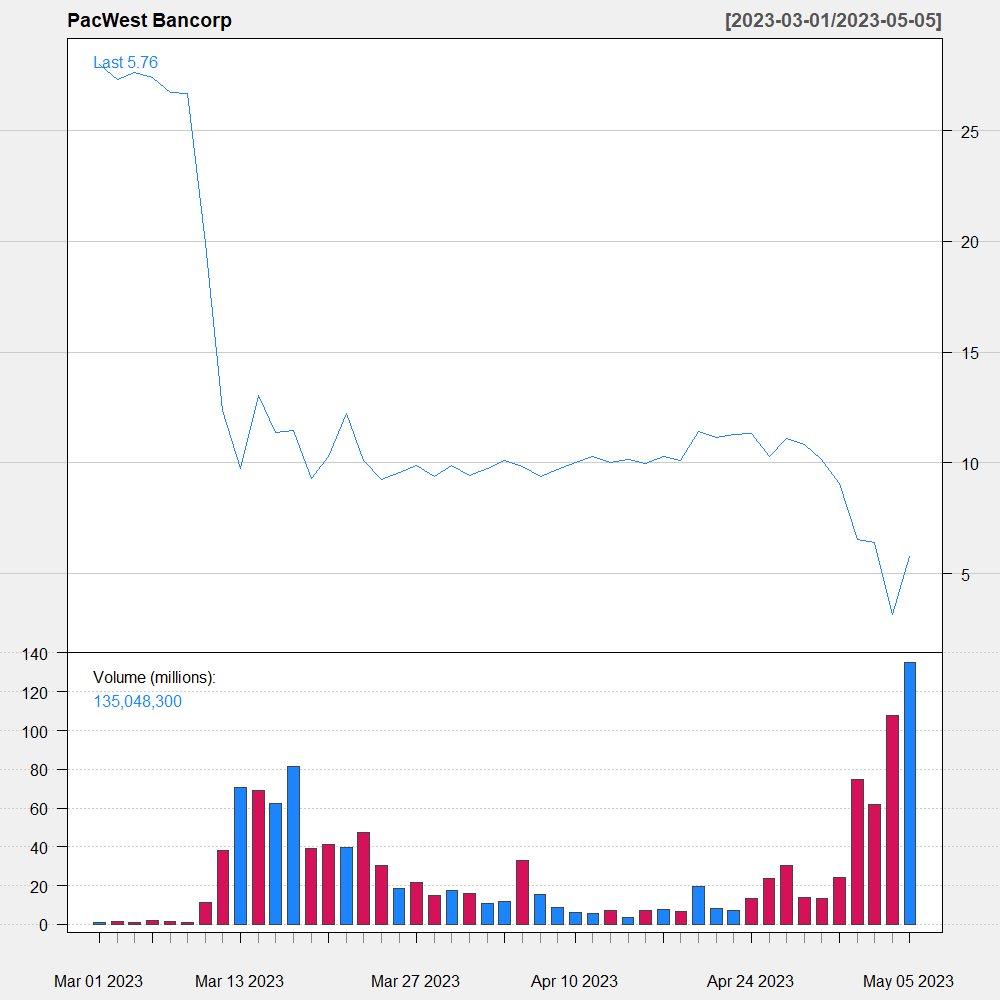
Графики PACW на бирже NASDAQ с 1 марта по 5 мая 2023 года

10 марта 2023 года после банкротства Silicon Valley Bank акции PacWest Bancorp упали на 37 %. 13 марта после падения стоимости акций ещё на 52 %, произошедшего в течение дня, торговля ими была приостановлена. 3 мая, после банкротства банка First Republic Bank и его последующего приобретения JPMorgan Chase, в течение часа акции PacWest Bancorp упали на 57 % в ходе торгов: этому способствовало также и сообщение руководства холдинга о том, что банк Pacific Western может быть продан. По состоянию на 20 марта из банка были выведены активы на сумму 6,7 млрд долларов, однако с той даты и до 3 мая объём активов вырос на 1,8 млрд долларов. 4 мая на бирже было зафиксировано падение стоимости акций ещё на 50,6 % до цены 3 доллара 37 центов за акцию. 11 мая произошло очередное падение на 33 % после того, как в течение минувшей недели объём депозитов сократился на 9,5 %, что было связано с рядом пессимистических высказываний на тему будущего банковской отрасли США.